# Antoni Farrés i Sabater
Antoni Farrés i Sabater (Sabadell, 4 d'abril de 1945 - 13 de febrer de 2009) fou el primer alcalde de la ciutat de Sabadell després de la Transició democràtica espanyola. Se'l considera un referent del municipalisme català i un dels grans alcaldes del PSUC. En l'àmbit polític era catalanista, antifranquista i defensor dels drets dels treballadors.

## Biografia
Exercí el càrrec durant 20 anys, del 1979 al 1999, primer com a militant del PSUC (Partit Socialista Unificat de Catalunya) i més tard, d'Iniciativa per Catalunya. De perfil catalanista i humanista, va defensar els valors democràtics i socials. Ocupà l'alcaldia des del 19 d'abril de 1979 fins al 3 de juliol de 1999.
Llicenciat en Dret per la Universitat de Barcelona, del 1971 el 1979 Farrés va treballar d'advocat laborista a la seva ciutat, feina que el va catapultar, el 19 d'abril de 1979, a l'alcaldia de Sabadell com a cap de llista del PSUC. El 1979 fou elegit diputat provincial i formà part de la Comissió de Govern de la Diputació, sota la presidència de Josep Tarradellas i posteriorment de Martí Jusmet. El 1983 fou reelegit diputat provincial i formà part del Grup de Diputats provincials del PSUC, a l'oposició.
Durant el període en què va exercir d'alcalde, va ser diputat provincial, president del Consell Comarcal del Vallès Occidental i vicepresident de la Federació de Municipis de Catalunya. Entre 1992 i 1995 exercí de diputat al Parlament de Catalunya en la IV legislatura i formà part de les comissions de Política Territorial i de l'Estatut del Diputat, com també membre suplent de la Comissió d'Organització. En nom del Grup Parlamentari d'Iniciativa per Catalunya, va ser ponent de diverses lleis, entre les quals la del Pla Territorial General de Catalunya.
Del 1994 al 1999 fou membre del Consell Social de la UAB. També va ser el responsable d'àmbit municipal del Fòrum de les Cultures Barcelona 2004.
El moment més polèmic del seu mandat va ser quan van ordenar una càrrega policial contra un grup de joves que es manifestava en contra de la commemoració del 20-N a l'església de Sant Feliu. Però se'l recorda per haver aconseguit asfaltar tots els carrers de la ciutat i donar servei a tots els barris, i per haver fet el parc de Catalunya i l'Eix Macià. Fou un dels impulsors de Localret, consorci integrat per més de 700 ajuntaments de Catalunya, la Federació de Municipis de Catalunya i l'Associació Catalana de Municipis, per fomentar en el món local el desenvolupament de la xarxa de cable de banda ampla i la incorporació de les tecnologies de la informació i la comunicació en el món municipal.
El 2001 fou elegit Soci d'Honor 2001 de l'Associació d'Usuaris de Java de Catalunya. Va participar en l'acte d'inauguració de l'associació a l'antiga seu del F2I, Fundació Indústries de la Informació, impulsada per ell.
Els últims temps, Antoni Farrés va exercir de consultor en temes d'administració local i noves tecnologies, especialment vinculat al grup Banc Sabadell.
Va morir el 13 de febrer de 2009 a l'edat de 63 anys a causa d'un càncer de pulmó. Cap al migdia, l'Ajuntament de Sabadell decretà tres dies de dol i obrí la capella ardent al Saló de Plens.